# Tramacastiel (kommun)
Tramacastiel är en kommun i Spanien.   Den ligger i provinsen Provincia de Teruel och regionen Aragonien, i den centrala delen av landet, 210 km öster om huvudstaden Madrid.